# Ieva Kibirkštis
Ieva Kibirkštis (* 2. April 1991 in Pointe-Claire, Québec, Kanada) ist eine litauische Fußballnationalspielerin und Fußballtrainerin.

## Leben
Kibirkśtis besuchte die Ecole Secondaire Des Sources in Dollard-des-Ormeaux. Anschließend ging sie 2008 an die Mount St. Mary’s University, wo sie Psychologie studierte. Im Herbst 2012 zog sie aufgrund eines Auslandsstudium nach Finland, um an der University of Jyväskylä Sportwissenschaften zu studieren. Nach einem Jahr ging sie an die Universität Leipzig, wo sie Diagnostik und Intervention studierte.

### Aktive Karriere

#### Verein
Kibirkśtis startete ihre Karriere 2005 in der Jugend des Lac-St. Louis Lakers Club und spielte nebenher für das Women Soccer Team der Ecole Secondaire des Sources. Nach ihrem Abschluss 2008 ging sie für ihr Studium an die Mount St. Mary’s University und spielte für deren Mountaineers Women Soccer Team. 2009 spielte die Innenverteidigerin, neben ihrem Studium in der Metro Division 1 für die Dollard Red Stars und in den Semesterferien 2010 für Kirkland United, ebenfalls in der Metro Division 1. Nach dem Ende ihres Studiums im Herbst 2012 zog sie nach Finnland, wo sie für Iyväskylän Pallokerho spielte, bevor sie am 22. August 2013 zum Regionalliga-Nordost Team SV Eintracht Leipzig-Süd wechselte.

#### Nationalmannschaft
Die in Kanada geborene Kibirkśtis entschied sich früh für den Litauischen Fußballverband zu spielen. Sie lief 2007 erstmals für die U-17 und später mehrfach in U-19-Länderspielen auf. Bevor sie am 8. März 2011 gegen die Luxemburgische Fußballnationalmannschaft der Frauen ihr A-Länderspieldebüt.

### Trainerkarriere
Kibirkśtis besitzt seit 2009 die CSA Community-Coach-Children-Trainerlizenz. So arbeitete sie von 2007 bis 2008 für die Jugendakademie des Lakeshore Soccer, für das Women Soccer Team der Ecole Dorval-Jean XXIII im Jahre 2010. Von Mai bis Juni 2011 hospitierte sie an der Ecole Secondaire DesSources und arbeitete als Co-Trainerin des Women Soccer Teams, daneben arbeitete sie von Oktober 2009 bis Mai 2011 als Trainer der Pointe-Claire Amateur Soccer Association. Im April 2011 wurde sie Trainerin des FC Frederick U-10 Women Soccer Teams in Frederick, Maryland, USA. Im Mai 2012 kehrte sie nach Kanada zurück und begann mit der Arbeit als Jugendtrainerin für die Hudson St-Lazare Soccer Association arbeitete. Kibirkśtis leitet zudem in den Saisonpausen Trainingsseminare an der West Island Soccer School, neben den ehemaligen männlichen Profis Danny Anderson, Joe Di Buono, Alex Henault und Mike Vitulano.